# Mistrzostwa Świata w Maratonie MTB 2017
15. Mistrzostwa Świata w Maratonie MTB – zawody sportowe w maratonie MTB, które odbyły się w dniach 25 czerwca 2017 roku w niemieckim Singen.

## Szczegóły
| Medal | Zawodnik             | Narodowość | Czas    |
| ----- | -------------------- | ---------- | ------- |
|       | Alban Lakata         | Austria    | 3:17:24 |
|       | Tiago Ferreira       | Portugalia | +0:01   |
|       | Daniel Geismayr      | Austria    | +0:01   |
| 4     | Mathieu van der Poel | Holandia   | +2:42   |
| 5     | Jaroslav Kulhavý     | Czechy     | +2:42   |
| 6     | Nicola Rohrbach      | Szwajcaria | +2:42   |
| 7     | Hans Becking         | Holandia   | +2:43   |
| 8     | Matouš Ulman         | Czechy     | +3:49   |
| 9     | Héctor Páez          | Kolumbia   | +3:49   |
| 10    | Hermann Pernsteiner  | Austria    | +3:49   |

| Medal | Zawodniczka            | Narodowość        | Czas    |
| ----- | ---------------------- | ----------------- | ------- |
|       | Annika Langvad         | Dania             | 3:06:49 |
|       | Sabine Spitz           | Niemcy            | +0:01   |
|       | Gunn-Rita Dahle Flesjå | Norwegia          | +0:08   |
| 4     | Jolanda Neff           | Szwajcaria        | +0:11   |
| 5     | Christina Kollmann     | Austria           | +0:44   |
| 6     | Esther Süss            | Szwajcaria        | +1:10   |
| 7     | Jennie Stenerhag       | Szwecja           | +1:13   |
| 8     | Silke Ulrich           | Niemcy            | +1:17   |
| 9     | Kataržina Sosna        | Litwa             | +1:36   |
| 10    | Robyn de Groot         | Południowa Afryka | +1:36   |